# Vito Bratta
Vito Bratta (Staten Island, Nova Iorque, 1 de julho de 1961) é um guitarrista, compositor e ex-membro da banda White Lion (1983-1992).
Após a dissolução do White Lion, Bratta produziu um álbum para o CPR banda pela Atlantic Records. Bratta não esteve envolvido na indústria musical, a qualquer título desde 1994. Ele disse ser actualmente a viver em sua casa da infância em Staten Island com sua mãe idosa.
Vito foi eleito por 6 vezes o melhor guitarrista do mundo de glam metal (1985 - 1991) segundo a Rolling Stones.